# Мальчевское сельское поселение
Мальчевское сельское поселение — муниципальное образование в Миллеровском районе Ростовской области. Административный центр поселения — станица Мальчевская.

## Административное устройство
В состав Мальчевского сельского поселения входят:
- станица Мальчевская;
- хутор Боченков;
- хутор Зелёная Роща;
- хутор Зинцева Балка;
- хутор Ленина;
- слобода Поповка.

## Население
| 2010  | 2012  | 2013  | 2014  | 2015  | 2016  | 2017  |
| ----- | ----- | ----- | ----- | ----- | ----- | ----- |
| 4028  | ↘3919 | ↘3906 | ↗3954 | ↘3936 | →3936 | ↘3926 |
| 2018  | 2019  | 2020  | 2021  |       |       |       |
| ↘3873 | ↘3801 | ↘3728 | ↘3660 |       |       |       |